# Fernando Javier León Rodríguez
Fernando Javier León Rodríguez és un director i guionista de cinema mexicà, nascut en 1966 en el barri de la Merced de la Ciutat de Mèxic.
Va estudiar Teatre en els tallers de Juan Tovar (1993) i Vicente Leñero (1994-2001), i guionisme a la Universitat Internacional Menéndez Pelayo, a Valènci (1997). Va participar en el Cinquè Taller de Guions de l'Institut Sundance —Fundació Toscano (1999) i en el Primer Laboratori de Guions de la Fundació Continguts de Creació— Sundance Institute, a Barcelona (2000).
A més de la seva activitat cinematogràfica, León Rodríguez, s'ha dedicat al teatre i la televisió: en 1997 el Fondo Nacional para la Cultura y las Artes (FONCA) va produir la seva obra teatral Activo fijo, sota la direcció de Rogelio Luévano.

## Filmografia
Com a director
- 2011.- La cebra (llargmetratge) Guió i direcció.
- 2005.- El gato (curtmetratge) Guió i direcció.
- 1997.- La tarde de un matrimonio de clase media (curtmetratge) Guió i direcció.
- 1995.- Mi pollito de la feria (curtmetratge) Guió i direcció

Com a guionista
- 2015.- Hasta que la muerte nos separe (llargmetratge)
- 2010.- Los Minondo (sèrie de T.V.)
- 2010.- El atentado (llargmetratge)
- 2010.- De la infancia (llargmetratge)
- 2004.- El atraco (llargmetratge)
- 2002.- El último tren (llargmetratge)
- 1999.- La ley de Herodes (llargmetratge)
- 1997.- Educación sexual en breves lecciones
- 1992.- La gente ya no escribe (curtmetratge)